# Komuševac
Komuševac je naselje u Republici Hrvatskoj, u sastavu Grada Čazme, Bjelovarsko-bilogorska županija. 

## Stanovništvo
Prema popisu stanovništva iz 2001. godine, naselje je imalo 193 stanovnika te 69 obiteljskih kućanstava.

Prema popisu stanovništva 2011. godine naselje je imalo 175 stanovnika.
| broj stanovnika | 358   | 372   | 382   | 449   | 469   | 487   | 408   | 444   | 420   | 426   | 365   | 307   | 273   | 243   | 193   | 175   | 167   |
|                 | 1857. | 1869. | 1880. | 1890. | 1900. | 1910. | 1921. | 1931. | 1948. | 1953. | 1961. | 1971. | 1981. | 1991. | 2001. | 2011. | 2021. |

## Poznate osobe
- Ivo Dubravec, sveučilišni profesor, agronomski stručnjak